# Лодай (містечко, Вісконсин)
Лодай (англ. Lodi) — місто (англ. town) в США, в окрузі Колумбія штату Вісконсин. Населення — 3282 особи (2020).

## Демографія
Згідно з переписом 2010 року, у місті мешкали 3273 особи в 1261 домогосподарстві у складі 979 родин. Було 1561 помешкання
Расовий склад населення:
| - 97,5 % — білих - 0,5 % — азіатів - 0,4 % — чорних або афроамериканців - 0,3 % — корінних американців - 0,1 % — вихідців з тихоокеанських островів |

До двох чи більше рас належало 0,7 %. Частка іспаномовних становила 1,3 % від усіх жителів.
За віковим діапазоном населення розподілялося таким чином: 23,3 % — особи молодші 18 років, 62,8 % — особи у віці 18—64 років, 13,9 % — особи у віці 65 років та старші. Медіана віку мешканця становила 43,1 року. На 100 осіб жіночої статі у місті припадало 103,9 чоловіків;  на 100 жінок у віці від 18 років та старших — 104,1 чоловіків також старших 18 років.
Середній дохід на одне домашнє господарство  становив 96 511 долар США (медіана — 78 203), а середній дохід на одну сім'ю — 100 270 доларів (медіана — 83 542). Медіана доходів становила 54 423 долари для чоловіків та 41 645 доларів для жінок. За межею бідності перебувало 3,8 % осіб, у тому числі 7,3 % дітей у віці до 18 років та 2,5 % осіб у віці 65 років та старших.
Цивільне працевлаштоване населення становило 1839 осіб. Основні галузі зайнятості: освіта, охорона здоров'я та соціальна допомога — 22,3 %, виробництво — 13,6 %, фінанси, страхування та нерухомість — 10,9 %, роздрібна торгівля — 9,2 %.